# Takuto Haraguchi
Takuto Haraguchi (japanisch 原口 拓人 Haraguchi Takuto; * 3. Mai 1992 in Kawanishi, Präfektur Hyōgo) ist ein ehemaliger japanischer Fußballspieler.

## Karriere
Haraguchi erlernte das Fußballspielen in der Jugendmannschaft von Gamba Osaka und der Universitätsmannschaft der Kansai-Universität. Seinen ersten Vertrag unterschrieb er 2015 beim Renofa Yamaguchi FC. Der Verein spielte in der dritthöchsten Liga des Landes, der J3 League. 2015 wurde er mit dem Verein Meister der dritten Liga und stieg in die zweite Liga auf. Für den Verein absolvierte er 29 Ligaspiele. 2017 wechselte er zum Drittligisten Gainare Tottori. Für Gainare Tottori stand er 17-mal in der Liga auf dem Spielfeld. 2019 nahm ihn der Viertligist Veertien Mie aus Kuwana unter Vertrag. Für Mie bestritt er 22 Viertligaspiele.
Am 1. Februar 2022 beendete Takuto Haraguchi seine Karriere als Fußballspieler.

## Erfolge
Renofa Yamaguchi FC
- Japanischer Drittligameister: 2015  ▲